# Stig Henrik Hoff

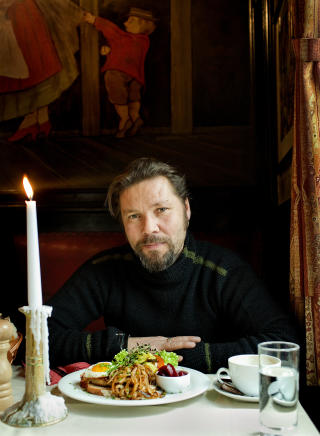
Stig Henrik Hoff (2010)

Stig Henrik Hoff (* 4. Februar 1965 in Vadsø, Norwegen) ist ein norwegischer Schauspieler.

## Leben
Stig Henrik Hoff ist der Sohn des Musikers Trygve Hoff. Er wuchs in Berlevåg in einem Lehrerhaushalt auf. Nach seinem Schulabschluss wollte er ursprünglich Musiker werden und tourte mit seiner damaligen Band als Drummer durchs Land. Nach einer ausgedehnten Asienreise kehrte er nach Norwegen zurück, wo er unter anderem als Chefkoch in einem Restaurant Arbeit fand. Anfang der 1990er Jahre fand er zur Schauspielerei. Seitdem er für seine Darstellungen in Brent av frost und Hawaii, Oslo jeweils eine Nominierung für den nationalen Filmpreis Amanda als Bester männlicher Schauspieler erhielt, konnte er sich durch internationale Filme wie Max Manus, The Thing und Einer nach dem anderen etablieren.
Als samischer Kriminalpolizist Aslak Eira war Hoff 2014 in der Literaturverfilmung Glassdukkene zu sehen. Die Buchreihe von Jorun Thørring umfasst bisher drei Romane und Eira soll in den beiden Fortsetzungen, die noch 2014 abgedreht wurden, zu sehen sein.
Hoff war mit der Schauspielerin Gørild Mauseth liiert. Seit 2010 ist Hoff mit der norwegischen Schauspielerin Sølje Bergmann verheiratet. Das Paar hat drei gemeinsame Kinder, wobei Hoff noch zwei Kinder aus früheren Beziehungen hat. Außerdem ist er seit 2008 Großvater.

## Filmografie (Auswahl)
- 1997: Brent av frost
- 2002: Pelle das Polizeiauto (Pelle politibil)
- 2004: Cry in the Woods (Den som frykter ulven)
- 2004–2005: Johnny und Johanna (Johnny og Johanna, Fernsehserie, 23 Folgen)
- 2004: Hawaii, Oslo
- 2004: Wer den Wolf fürchtet (Den som frykter ulven)
- 2006: Genosse Pedersen (Gymnaslærer Pedersen)
- 2008: Max Manus
- 2009: Gute Nacht, mein Schatz (God natt, elskede)
- 2011: The Thing
- 2012: Gnade
- 2012: Into the White
- 2014: Einer nach dem anderen (Kraftidioten)
- 2014: Glaspuppen (Glassdukkene)
- 2016: The Last King – Der Erbe des Königs (Birkebeinerne)
- 2017: Elven – Fluss aus der Kälte (Elven), (Fernsehserie, 8 Folgen)
- 2018: Thilda & die beste Band der Welt (Los Bando)
- 2019: Beforeigners (Fernsehserie)
- 2021: Utvandrarna
- 2022: NARVIK (Kampen om Narvik)